# Танганьїка (озеро)
Танганьї́ка (англ. Lake Tanganyika) — озеро в Східній Африці. Розташоване в межах Демократичної Республіки Конго, Танзанії, Замбії і Бурунді. Лежить на висоті 773 м у тектонічній западині. Географічні координатм: з 3° 20' до 8° 48' південної широти та від 5° 29' до 31° 15' східної довготи. 
За об'ємом і глибиною Танганьїка посідає друге місце у світі після озера Байкал. Найдовше озеро на Землі.

## Історія
Перші відомості про озеро до Європи та Америки надійшли 1858 року від британських дослідників Річарда Френсіса Бертона та Джона Геннінга Спіка. Шукаючи джерело, з якого витікає великий Ніл, вони випадково натрапили на це озеро і спочатку вважали його витоком Нілу. Але з часом Спік продовжив свої дослідження і, знайшовши фактичне джерело, назвав його «озеро Вікторія». Одним з найзнаменитіших мандрівників і вчених, що відвідали озеро, є Девід Лівінгстон. Він присвятив понад 30 років дослідженням «чорного континенту» і, зокрема, району Великих Африканських озер, намагаючись відшукати витоки Великого Нілу.

## Топоніміка
Озеро Танганьїка розташоване в тектонічній улоговині Східно-Африканської зони розломів на висоті 773 метрів над рівнем моря. Улоговина складається з двох басейнів — південного і північного, розділених підводним підняттям.
Географічно озеро Танганьїка розташоване в межах Демократичної Республіки Конго (45 %), Танзанії (41 %), Замбії і Бурунді.
Озеро простяглося з півночі на південь на 676 кілометрів і є найдовшим озером у світі, його ширина — 40—80 км. Площа озера — 34 тис. км², глибина — до 1470 м. Загальна площа озера Танганьіка становить близько 34 тисяч кв. кілометрів. Площа басейну озера Танганьіка дорівнює 244,5 тис. кв. кілометрів.
Прибережні ландшафти, здебільшого, являють величезні стрімкі скелі і лише зі східного боку береги пологі. На західному узбережжі берегову лінію формують круті бічні стіни Східно-африканської рифтової зони, що сягають 2000 м заввишки. Берегову лінію посічено численними бухтами і затоками. Найбільша з них — затока Бертона.
До озера впадає багато річок, які становлять основу його живлення. З Танганьїки витікає єдина річка — Лукуга (Lukuga), що починається в середній частині західного узбережжя і тече на захід, впадаючи до р. Конго, що впадає до Атлантики.

### Походження топоніма «Танганьїка»
У перекладі з мови племені Бабембе, що живе уздовж узбережжя озера, назва «Танганьіка», вимовляється як «етанга янья» і означає: «водний резервуар, повний риби». За іншою теорією, назву озера дали представники народності суахілі. Однак Суахілі розселилися вглиб африканського континенту з узбережжя Індійського океану і в районах Великих африканських озер були прибульцями.

## Геологія
Озеро Танганьіка розташовано в Східно-Африканському рифтовому розлому. Розлом становить понад 7000 метрів, з них 6000 м осадові відкладення, накопичені на дні озера за тисячі років. В утвореній седиментації протягом мільйонів років накопичився величезний обсяг вуглеводнів. Після досліджень було знайдено поклади нафти, один з таких пластів експлуатується в Демократичній Республіці Конго. За сплесками геотермальної енергії, виявленими в північній частині узбережжя на конголезскій стороні, на півострові Убварі (мис Банза) і в районі Калунду (поблизу Пемба) підтверджують подальші тектонічні процеси в розломі. На виході з джерел мінеральної води спостерігається температура 180 °C, ці джерела було виявлено на глибині від 5 до 40 м.
Склад ландшафтів уздовж берегової лінії:
- піщані місцевості — 31 %,
- скелі, гірські породи — 43 %,
- скелі та пісковики разом — 21 %,
- заболочена місцевість — 5 %.

### Походження
Озеро є другим у світі після Байкалу за віком існування на Землі. Воно утворилось 20 млн років тому.
Прісноводні лінії ракоподібних та черевоногих в озері виявляють разючу морфологічну подібність із морськими тими видами та родинами, які, здебільшого, обмежуються тільки морським середовищем, але чомусь також знайдені в озері Танганьїка. Внаслідок сильних морфологічних зв'язків між фауною озера Танганьїка і морськими організмами, вчені спочатку вважали, що якийсь час своєї історії озеро було безпосередньо сполучене з океаном. Подальші дослідження геології регіону, однак, зазначають, що Великі африканські озера сформувалися в рифтовій складці на континенті, і, таким чином, вони ніколи не мали безпосереднього контакту з океаном. Попри те, що гіпотеза про прямий морський зв'язок вважається недійсною, але загадка з «формування Танганьїки» залишалася без відповіді: яким чином сформувався такий спеціалізований і унікальний прісноводний біотоп цього озера, і чому його спорідненість із морським не підтверджена геологічно?
Разом з тим тепер існує уже цілком підтверджена гіпотеза, що на формування озера (особливо частини його фауни і флори) впливав світовий океан. Англійський вчений Джес Мур виявив великі морські відкладення на африканському континенті і використовує ці факти як один з найпотужніших аргументів для доведення історичного зв'язку між озером Танганьїка та світовим океаном. Останні геофізичні дослідження вказують на те, що великі морські «вторгнення» до Африки, відбувалося кілька разів у різні геологічні періоди. Багато викопних решток морських риб було виявлено у вапнякових покладах басейну річки Конго, переконливо доводячи великі морські вторгнення на африканський континент наприкінці Юрського періоду (150 мільйонів років тому). Аналізи в седиментології в Центральній та Західній Африці вказують на те, що збільшення рівня моря, зумовленого коливаннями клімату, продовжує стимулювати морські вторгнення і після Юрського періоду і це підтверджують знахідки та дослідження в Лівії і в Західній Африці в шарах кінця крейдяного періоду і аж до еоцену. З огляду на частоту і масштаб морських вторгнень на африканському континенті протягом останніх 150 мільйонів років, дещо дивно, що так мало уваги було приділено можливості, що у прісній воді Танганьїки залишилися морські організми, які згодом еволюціонували і, таким чином, увійшли до сьогоднішнього водного біорізноманіття Африки.

## Гідрологія (фізіографія)

### Загальні положення
Танганьїка — найглибше озеро Африканського континенту, найбільша глибина озера в південній його частині становить 1470 метрів. За глибиною Танганьїка посідає друге місце у світі і трохи поступається озеру Байкал. Средня глибина найбільшого прісноводного резервуару Африки становить близько 572 метрів.
Річки, що впадають до озера, приносять 24 км³ води на рік. Це 37 % загальної кількості води, що надходить до озера. Решта 63 % припадає на часті опади (41 км³ на рік). У витратах води переважає випаровування — 61,2 км³ (94,4 %), стік становить лише 3,6 км³ (5,6 %).
Опади, що випадають у сезон дощів (з жовтня по грудень і з лютого по квітень на півночі, і з листопада по березень на півдні) підвищують рівень води в озері і несуть до нього велику кількість мулу. Рівень води в озері досі вважався незмінним, хоча останні дослідження вчених це спростовують, за їх даними спостерігається тенденція до його поступового зниження[джерело?].
Для Танганьїки характерні багаторічні коливання рівня води — до 4 м[джерело?].

### Річки
Найбільші річки водного басейну Танганьїки — Малагарасі, Іфуме, Рузізі, Лукуга, Лунангва і Луфубу — не пересихають у сухий сезон. Річка Лукуга (притока річки Луалето) є єдиною, що витікає з озера і з'єднує його з Атлантичним океаном.
Ґрунтуючись на наявній гіпотезі, можна сказати, що в давнину, коли рівень води в озері був нижчим, річка Лукуга текла у зворотному напрямку, а можливо, і зовсім пересихала. Головними притоками Танганьїки є річки Рузізі і Малагарасі. Повноводна річка Рузізі, що бере свій початок в озері Ківу, значною мірою сприяє збереженню сучасного рівня води в озері, а також її хімічних складових (PH = 8,7—9,4, dKH = 12—14). Малагарасі — друга за величиною річка Танзанії, що впадає в озеро зі сходу.

### Гідрохімічний режим
Основні солі озера наведені згідно з кваліфікацією професора Куфферата, члена бельгійської гідробіологічної місії 1946—1947 років, виходили з розрахунку кількості солей в міліграмах на літр:
- Карбонат натрію (безводний): Na2CO3 = 125 мг/л
- Хлорид калію: KCl = 59 мг/л
- Нітрат калію KNO3 = 0,5 мг/л
- Літію карбонат Li2CO3 = 4 мг/л
- Карбонат кальцію CaCO3 = 30 мг/л
- Карбонат магнію MgCO3 = 144 мг/л (Carbonate de magnesium)
- Сульфат алюмінію Al2(SO4)3 × 18 H2O = 5 мг/л
- Сульфат калію K2SO4 = 4 мг/л
- Сульфату натрію Na2SO4 = 1 мг/л
- Хлорид заліза FeCl3 × 6 H2O = 0,5 мг/л
- Фосфат натрію Na3PO4 × H2O = 0,4 мг/л
- Силікат натрію Na2SiO3 = 13,5 мг/л

Звісно, що за більш як пів століття ці значення значно зросли — через значний вплив людини на довкілля.
Глибше двохсот метрів у воді повністю відсутній кисень, переважає сірководень.

### Властивості води
Озерна вода — дуже прозора (до 30 м). У ній у невеликих концентраціях розчинено багато солей, тому за своїм складом вона нагадує розведену морську воду. У води Танганьїки лужна реакція РН коливається в межах 8,0—9,5, (рН 9,5 — на поверхні озера, 8,6 м — на глибині 1300 метрів). Провідність води становить приблизно 609—620 мкс, вода — прісна, але з підвищеним вмістом солей магнію. Загальна твердість води (dGH) в різних частинах озера і за даними з різних джерел коливається в проміжку від 12 до 19 градусів і це доволі низьке значення з точки зору частки солей.
Температура води Танганьїки чітко різниться за шарами. Так, у верхньому шарі температура тримається в межах від 24 до 30 °C, зі зниженням на більших глибинах. Через різну густину води і відсутність придонної течії водяні шари не перемішуються, і температура на нижніх горизонтах становить лише 6—8 °C. Глибина шару температурного стрибка становить близько 100 м. Сезонні коливання температури спостерігаються до глибини 400 м.

## Рослинний і тваринний світ
Озеро Танганьіка є батьківщиною понад 2000 представників рослинного і тваринного світу й однією з найбагатших прісноводних екосистем у світі. Близько 600 видів не зустрічаються більше ніде і є ендеміками. Ендеміки утворюють близько 75 % всієї фауни озера (особливо багато їх серед риб, креветок, остракод, десятиногих раків, веслоногих, черевоногих). Іхтіофауна озера Танганьїка на 90 % складається рибами родини цихлід. Тут живуть близько 350 різновидів риб цієї родини, 177 з яких мають науковий опис. 98 % цихлід, що мешкають в озері, також є ендеміками. У басейні озера водяться гіппопотами, крокодили, багато водоплавних птахів.
Життя під водою Танганьїки зосереджена в поверхневих шарах аж до глибини близько 250 метрів. Подальшому проникненню живих організмів на значніші глибини заважає наявність сірководню, який є агресивним середовищем й згубний для всього живого. Вважається, що нижня межа шару води, придатного для існування риб, проходить на глибині від 100 до 230 метрів. Тому величезний нижній озерний шар води (який ще достатньо не досліджений) є величезним «могильником», що складається з органічного мулу й осадових мінеральних сполук.

#### Тваринний світ

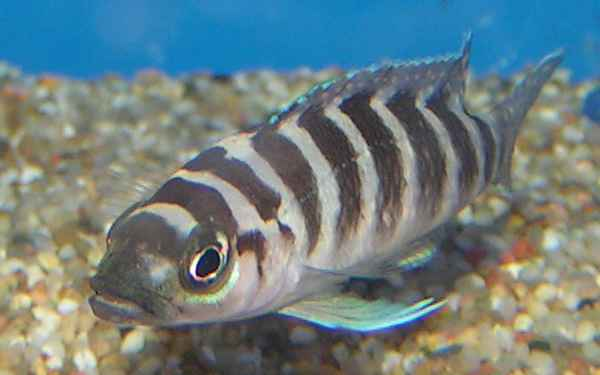
Neolamprologus cylindricus — одна з цихлідних риб озера

Іхтіофауна озера Танганьїка дуже різноманітна, зокрема 250 видів риб, з них 190 — ендеміки. Взагалі раннє формування водойми та тривала ізоляція зумовили розвиток значного числа ендемічних видів, напр. цихлідних риб (Cichlidae).
- Зоопланктон: циклоп, Diaptomus simplex, Limnochida tanganika(1).;
- Молюски Grandideria burtoni, Brazzaea anceyi, Tiphobia horei, Bythoceras iridescens, Paramelania domoni;
- ракоподібні Platytelphusa armata;
- Риби(5): Stolothrissa tanganikae, Limnothrissa miodon, Lamprichthys tanganicus, Engraulicypris minutus, Bathybates minor, Boulengerochromis microlepis, Lates mariae, L. angustifrons, L. stappersi.

Тваринний світ у Танганьїці спостерігається приблизно до глибини 200 м, нижче за цю відмітку фіксується висока концентрація сірководню і життя відсутнє до самого дна та на узбережжі озера.
Також у озері водяться гіпопотами, крокодили, багато водоплавних птахів.

### Рослинність
Рослинність поділяється на дві складові — озерна та узбережжна.
До озерної відносяться: зачаткові прості макрофіти Cyperus papyrus, Thpha, Carex (5 видів). Cyperus Папірус, Thpha, Carex (5видів), плавучі макрофіти Nymphaea, Trapa, Azolla, Pistia (5). Nymphaea, Trapa, Azolla, Pistia (5), складні системи макрофітів
Potamogeton, Ceratophyllum, Utricularia (5). Potamogeton, Ceratophyllum, Utricularia (5), Фітопланктон (1) Kirchneriella, Treubaria, Chroococcus limneticus, Chrysochromulina parva, Chromulina sp., Nitzschia, Anabaena, Stephanodiscus sp., Strombidium.

## Узбережжя та населення
Загальна довжина берегової лінії озера, за приблизними підрахунками, становить близько 1900 кілометрів, ширина її в окремих місцях досягає 64 кілометрів. Озеро складається з трьох основних частин: Зонгве (або Мпулунгу), Калемі і Кігоми.
Берегова лінія озера досить варіативна. На південно-заході — це гори Мпулунгу, в центрі східного узбережжя — гірський хребет Махал. Північна частина озера, особливо в районі Бурунді, являє собою піщані ділянки, що чергуються з нагромадженнями кам'яних брил. На півдні, у Замбії, часто можна бачити піщані пляжі, які чергуються з кам'янистими ділянками. Формують берегову лінію західного узбережжя, круті гірські масиви Східно-Африканської зони розломів, вони сягають в деяких місцях висоти 2000 метрів. Порослі лісом, гори в західних районах, впритул підступають до води, обриваючись в деяких місцях на велику глибину. Часто прибережний ландшафт поблизу води, в цих місцях, складається з нагромаджень великих брил, шматків гірської породи різної величини.
Озеро Танганьіка знаходиться на території чотирьох країн: ДР Конго, Замбії, Танзанії і Бурунді. Кожна з країн має своїми територіальними водами на озері. Демократична Республіка Конго — 14 800 км2, Танзанія — 13 500 км2, Бурунді — 2600 км2, Замбія — 2000 км2. Можна констатувати, що Танзанії та ДР Конго належить і більша частина, з довжиною берегової лінії озера 41 % і 45 % відповідно.

### Населення
Береги озера здавна є місцем поселення численних народів і племен. Європейці відкрили озеро в 1858 році — це сталося в ході експедиції англійських мандрівників Р. Бертона і Дж. Спіка.

### Міста та поселення на узбережжі
Найбільшим містом-портом на Танганьїці є місто Бужумбура з населенням близько 240 000 осіб, другі за значенням міста-порти — Калемі (ДР Конго) і Кігома (Танзанія) (населення обох приблизно по 30 000 осіб). Судноплавні лінії діють у цих містах і за їхньою допомогою здійснюється сполучення між багатьма населеними пунктами на узбережжі озера.

### Інфраструктура на узбережжі та туризм
Інфраструктура озера Танганьїка найрозвиненіша на півночі і півдні. Так, на півночі, від Бужумбура до Ньянза лак, увздовж озера, прокладена асфальтована траса, а до Кігоми, з центру Танзанії, можна дістатися поїздом та літаком. У Бужумбура є цілком пристойні, навіть за європейськими мірками, готелі. Серед найкращих можна звичайно назвати «Novotel», що має п'ять зірок і що входить до рейтингового списку найкращих готелів Східної Африки. Він розташований неподалік від берега озера і має все необхідне для задоволення запитів найвибагливіших туристів. Окрім великих готелів є також ряд стилізованих бунгало, розташованих безпосередньо на березі озера. Крім досить помірних цін, у них дуже важлива перевага: можливість спостерігати на власні очі життя озера, а також можливість милуватися сходом і заходом сонця на озері Танганьїка.
На Замбійському узбережжі також, є кілька невеликих облаштованих готелів економ-класу, розрахованих, здебільшого, на небагатих туристів. Готелі розташовані в мальовничих бухтах, таких як Касаба, Ндоле, Нкамба і Ісанга. Дістатися до них найпростіше залізницею, побудованою ще німцями на початку минулого століття.
На узбережжі Конго можна знайти, здебільшого, невеликі, приватні, стилізовані готелі, розраховані радше на любителів екзотики.

### Промисловість
Безпосередньо на узбережжі озера і в його басейні мешкає близько 1 мільйона осібк, зайнятих сільським господарством, скотарством, рибальством і гірничою промисловістю (олово, мідь, вугілля тощо). Риба є головним джерелом білка для місцевих народів. Наразі існує приблизно 45 000 чоловік, безпосередньо залучених до риболовлі, і близько 1 мільйона осіб, що залежать від рибалок. 1995 року вилов риби наближався до цифри 180 000 тонн. Рибу з Танганьїки можна знайти всюди на полицях магазинів та ринках Східної Африки.
Продукція основних галузей економіки на узбережжі:
- Агрокультури: кукурудза, бавовна, тютюн, рис, цукрова тростина, сизаль, кава, квасоля, арахіс, маніока, велика рогата худоба та кози.
- Промисловість: текстильної, шкіряної, пивоварної, харчової та цементній промисловості.
- Видобуток: олово, мідь і вугілля.

### Рибальство

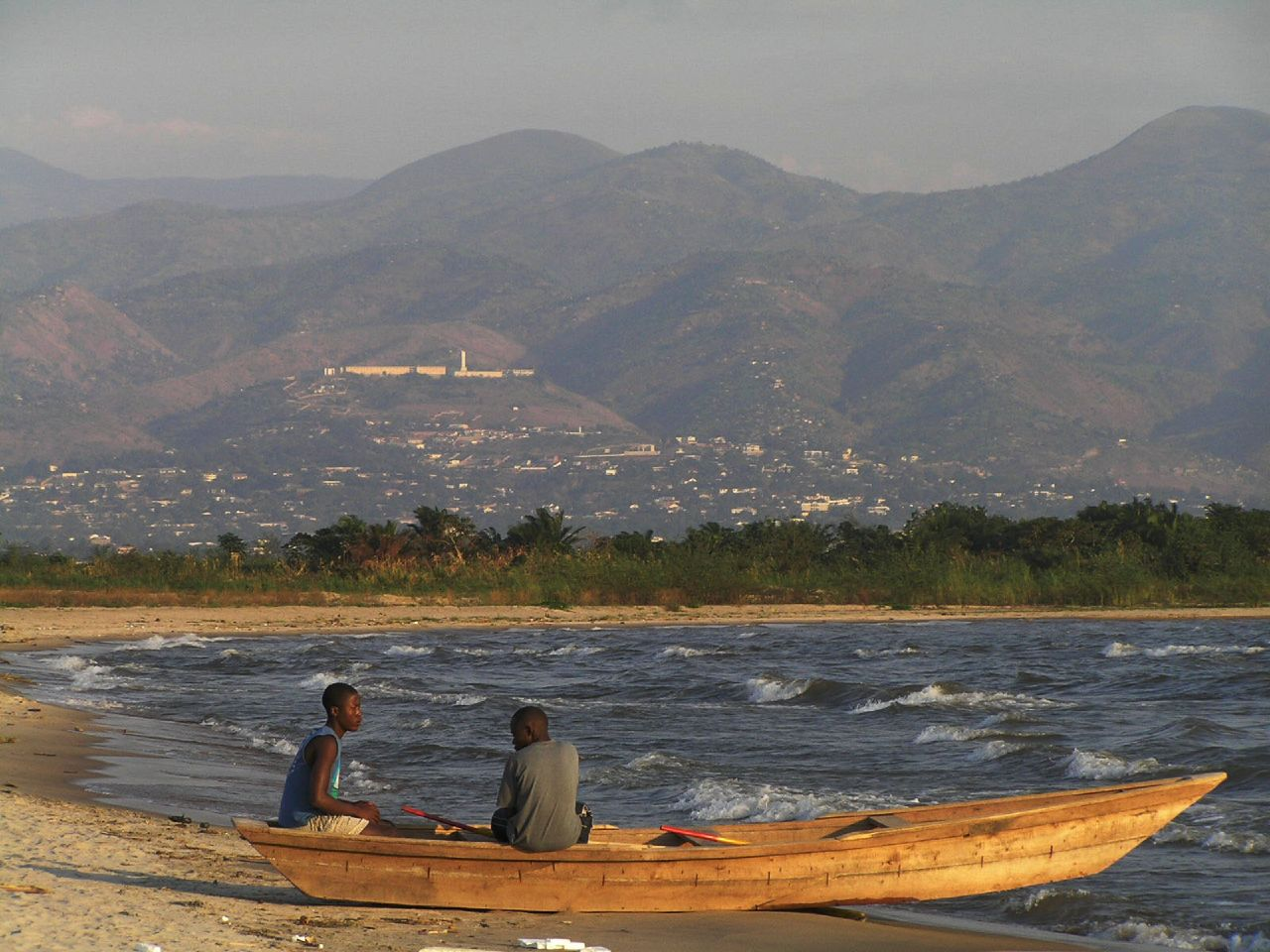
Озерні рибалки, Бурунді, 2007

До традиційних галузей належить рибальство. Важливими промисловими рибами є ндагала з родини оселедцевих, окунь нільський, тиляпія, дводишний протоптер та інші.
Комерційний вилов акваріумної риби на озері Танганьіка розпочався в середині 50-х років ХХ століття. 
Торгівля акваріумною рибою посідає помітне місце в рибному промислі на озері Танганьїка. Зважаючи на те, що багато видів акваріумних риб мають вузький ареал і досить тривалий період відтворення, виникла нагальна необхідність правового врегулювання цієї торгівлі.
Так, у Танзанії, потрібен спеціальний дозвіл (Основні Положення рибного промислу в Танзанії від 1989 року). У Замбії, необхідно мати спеціальну ліцензію та вилов риби дозволено лише в зазначених місцях (Постанова про риболовлі у Замбії від 1974 року). У Бурунді, в Основному законі про рибальство не згадується конкретно акваріумний вилов риби, але в Положенні про промисел дрібної риби пропонується отримання спеціального дозволу для її вилову та експорту. ДР Конго є єдиною з чотирьох прибережних країн, що має конкретно розроблену постанову, яка стосується вилову та експорту акваріумний риби. Юридичною основою цього документу є припис 1987 року, який об'єднує види риб, що не становлять харчової цінності. За цим розпорядженням виловом можуть займатися особи, що одержали спеціальний дозвіл від державного уповноваженого у справах довкілля. Цей дозвіл поновлюється щороку і дає право на вилов не більше ніж 75000 особин. Другий дозвіл необхідно для експорту цієї риби і його вартість залежить від кількості експортованої риби. Виходячи з конкретної ситуації, що склалася, державний уповноважений у справах довкілля може призупинити дію або зовсім скасувати обидва дозволи.
Наразі в Бужумбура (Бурунді) розташована відома фірма-експортер цихлід Танганьїки «Fishes of Burundi», керована Мірей Шрейан. Фірма має солідну базу й усе необхідне для вилову, карантинізації та експорту риби в інші країни. Крім цього, Мірей Шрейан здійснює велику наукову роботу, ґрунтуючись на працях свого батька П'єра Брішара.
На північний схід від Мпулунгу, розташована фірма «Kalambo Fall Lodge», керована англійцем Тобі Вілом, який організував тут станцію-ферму з вилову, зберігання та вирощування цихлід озера Танганьїка. Любителям дайвінгу й акваріумістам тут сторено умови для спостереження за цихлідами в їхньому природному середовищі.
У Танзанії, в районі мису Мпімбве, розташовано штаб квартиру «African Diving» — фірми, яка займається комерційним виловом риби на озері й відомої, мабуть, багатьом колекціонерам цихлід Танганьїки. Ця фірма пропонує туристам широкий спектр послуг разом із комфортним помешканням.

### Транспорт
Є два пороми, що перевозять пасажирів і вантажі на східному березі озера — один «Ліемба» (Liemba) ходить між Кігоме і Мпулунгу та другий «Мвонгозо» (Mwongozo), який курсує між Кігоме і Бужумбура.
- У порту міста Кігоме є станція залізниці, що веде в Дар-ес-Салам в Танзанії.
- У порту міста Калеміе є станція залізничної мережі ДР Конго.
- У порту міста Мпулунгу запроектовано залізничну станцію, яка буде продовженням залізниці в Замбії.

Крім цього існує розгалужена мережа автомобільних доріг (здебільшого, польових), та декілька асфальтованих магістралей.

## Ресурси озера Танганьїки та його узбережжя

### Добування солі
«Ньянзе Солт шахт» знаходиться у водозбірний площі річки Малагарасі біля озера Танганьїка, в регіоні Кігоме. Видобувають розсоли (розчинених солей) у покладах магматичного походження; проводять методом розчинення глибоко-концентрованої солі у вулканічних сполуках шляхом змішування з прісною водою. Гірнича компанія перетворює розсоли двома способами: на термальну сіль (світла сіль) і сонячної солі (груба сіль). Виробнича потужність 60,000 тонн на рік, із яких 24,000 тонн виробляється тепловими процесами.
У планах є розширення й побудова нового заводу, що вироблятиме якісну сіль для внутрішнього використання і на експорт. Завод, розташований майже в центрі Африканського континенту надає основні перевагу збуту продукції в найближчих — суміжних країнах, які теж не мають доступу до морських шляхів. Сьогодні 85 % продукції експортується в Конго, Бурунді й Руанду. Гірнича компанія надає допомогу медичним і освітнім установам, а також піклується енерго- і водопостачанням у сусідніх громадах.

### Перспективи природокористування та видобутку ресурсів
Озера Великої рифтової долини і озеро Танганьїка, зокрема, є батьківщиною іхтіологічного дива — цихліди. Тут, на думку вчених, надзвичайно швидко відбувається еволюція представників родини цихлід (cichlidae), що є причиною великої розмаїтості схожих видів. Практично кожна нова наукова експедиція на озеро повідомляє про відкриття нових, досі невідомих видів або колірних варіацій ціхлід, доводячи, що дивовижний процес видозміни природи не стоїть на місці.
В озері Танганьїка спостерігається велике розмаїття форм родини цихлід. Види, що інкубуть ікру в роті і види, що користуються раковинами для нересту, ціхліди, що нерестяться прямо в товщі води і такі, що відкладають ікру на твердий субстрат. Завдяки цікавій поведінці та дивовижним кольорам, цихліди Танганьїкі являють особливий інтерес для утримання і вивчення в акваріумах. Слід зазначити, що розведення риби у неволі знижує попит на вилов цихлід в озері, що призводить до збереження чисельності, видового різноманіття унікальною іхтіофауни озера Танганьїка.

## Екологічні проблеми
Величезні ресурси озера та їх неконтрольоване використання привело до складної екологічної ситуації в цих краях, що пов'язано ще й із загальним зубожінням й важким соціальним становищем населення, яке мешкає навколо озера Танганьїка. Рибний промисел в озері Танганьіка, ґрунтується лише на шести видах риб, два прісноводні види риб і сардин чотирьох видів, а разом із ними винищуються інші екзотичні види іхтіофауни, яких нема ніде у світі. Вилов не значний, але це забезпечує зайнятість 100 000 людей, та харчування вдесятеро більшої кількості людей. Озеро, крім того, забезпечує прямий доступ до чистої питної води і є важливим маршрутом для торгівлі між державами. Навколишні ліси використовуються на дрова, деревне вугілля і для різноманітної продукції. Озеро має життєво важливе значення для приблизно 10 мільйонів людей, що мешкають у його басейні.
Питання полягає в тому, як довго озеро Танганьїка буде залишатися єдиним джерелом життя для всіх народів, що населяють його узбережжя і їх видів діяльності. Використання руйнівних знарядь лову і збільшення риболовецьких артілей загрожують виснаженням рибних запасів. Забруднення від побутових та промислових відходів зростає щороку в десятки разів. Відходи від скотарських боєнь, пивоварних заводів, промислових фарб, а також виробників акумуляторів у Бурунді і багато побутового сміття невеликих міст і поселень навколо озера неочищеними потрапляють безпосередньо у води озера. Велика кількість опадів також потрапляє в озеро без затримки, збігаючи цілими потоками до озера, оскільки знеліснення і методи обробітку ґрунту пошкодили ґрунтовий покрив узбережжя Танганьїки. Загалом озеро потерпає від неконтрольованого розвитку та незапланованої діяльності та впливу людини.

## Статус озера
На півночі Конго, в Увіре, розташований IRSAC — науково-дослідний інститут центральної Африки, в якому базується конголезька філія «Lake Tanganyika biodiversity» — організації, що займається питаннями екології озера і знаходиться під патронатом ООН. У Танзанії (Кігома), у Бурунді, у дельті річки Рузізі, у Замбії (Гомбе і Сумбу) розташовані національні природні заповідники, що мають унікальні природні ресурси, створені для збереження та підтримки місцевої екосистеми. На жаль, до останнього часу, Конго і Бурунді були охоплені міжетнічними ворожнечами, що призвело до численних жертв у цих країнах. На сьогодні, слава Богу, ситуація в цих країнах стабілізується і з'являється реальна перспектива відновлення втрачених позицій, як на міжнародній арені, так і у внутрішніх справах.
З 2004 року озеро було в центрі уваги людства безпосередньо через світову ініціативу «Вода і природа» з боку МСОП. В рамках проекту заплановано за п'ять років провести дослідження та інші проєкти на загальну суму 27 млн доларів США. Ця громадська ініціатива намагається контролювати ресурси та стан озера, визначити загальні критерії для прийнятного рівня опадів, визначення забруднення довкілля і якість води в цілому, а також розробляє і створює суспільні проекти для всього басейну озера Танганьїка.

## Туристичні можливості

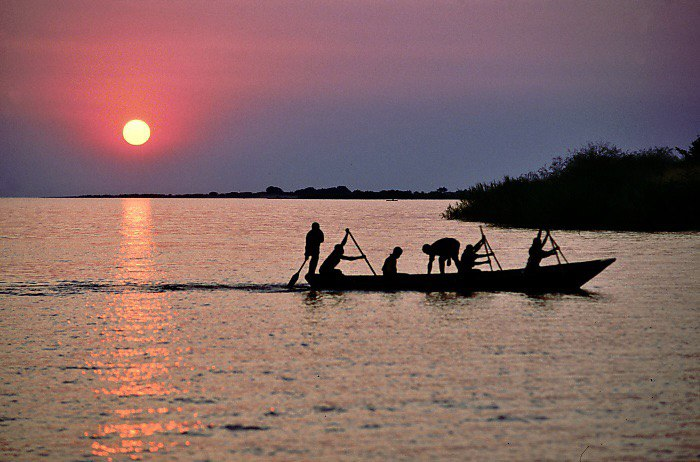
Рибальський човен на озері Танганьїка

Тут популярний спортивний лов нільського окуня, риби-Голіята та інших незвичайних риб Танганьїки. Щорічно на початку березня на озері відбувається Національний Рибальський Чемпіонат Замбії, на який з'їжджаються рибалки з усього світу.
З території Танзанії до озера примикають два національні парки: заповідник Гомбе Стрім та гірський заповідник Махале. Гомбе Стрім із дуже вразливою екосистемою простягнувся вузькою смугою незайманих лісів у гористій місцевості і обмежений із заходу крутими схилами узбережжя Танганьїки. Це відомий район мешкання шимпанзе. Гірський заповідник Махале, як і заповідник Гомбе, є одним з останніх прихистків диких людиноподібних мавп. У віддалених вологих лісах Махале мешкає близько тисячі представників цих приматів. Нерідко заповідник також називають Нкунгве — за назвою головного гірського масиву. Саме тут можливі незабутні сафарі зі спостереження за життям шимпанзе, а також унікальна риболовля. На території цих заповідників розташовані сафарі-лоджії та кемпінги, проживання в яких обіцяє незабутні хвилини насолоди як чудовими видами на озеро, так і знайомством із тваринним світом Африки.
На озері Танганьїка можливий цілорічний відпочинок, однак найсприятливіший час відвідування: сухий сезон (з травня по жовтень) для піших прогулянок лісами, а також період легких дощів у жовтні — листопаді. Спорт, різні види сафарі, спостереження за життям шимпанзе, водні види спорту, риболовля цихлід та побут населення краю — основні туристичні принади озера Танганьїка.

## Цікаві факти
- У Танганьїці водяться крокодили-людожери, зокрема крокодил Густав (масивний, до 6 м завдовжки нільський крокодил), про яких здавна побутують неймовірні оповідки. У наш час досі щорічно десятки людей потерпають від крокодила Густава, а науковці намагаються його вивчати[4].
- 1965 року аргентинський революціонер Че Гевара використовував західне узбережжя озера Танганьїки як тренувальну базу для заїрських повстанців. Че та навчені його інструкторами бойовики безуспішно спробували скинути чинний уряд ДРК, але оскільки у НАСА майже рік пильно стежили за підготовкою путчу, то вчасно змогли запобігти небезпеці.